# George Burns (militare)
Sir Walter Arthur George Burns (1911 – 5 maggio 1997) è stato un generale britannico.

## Carriera
Studiò all'Eton College e al Trinity College di Cambridge. Entrò nelle Coldstream Guards nel 1932 e fu aiutante di campo del viceré dell'India, il marchese di Linlithgow (1938-1940).
Ha poi ricoperto diversi incarichi durante la seconda guerra mondiale. Dopo la fine della guerra, Burns ha comandato il III battaglione delle Coldstream Guards in Palestina (1947-1950). In seguito è stato assistente aiutante generale presso la sede del London District (1951-1952), come tenente colonnello della Coldstream Guards (1952-1955), come comandante del 4th Guards Brigade (1955-1959). Nel 1963 è stato nominato Lord luogotenente dell'Hertfordshire, carica che mantenne per i successivi 25 anni.
È stato presidente del North Mymms Cricket Club (1931-1997).